# Daniel Brändle
Daniel Brändle (* 23. Januar 1992 in Vaduz) ist ein liechtensteinischer Fussballspieler.

## Verein
Brändle spielte in seiner Jugend beim FC Balzers, für den er auch seine erste Herrenspiele absolvierte. 2012 zog es ihn in die Schweiz zum FC Bern. 2014 wechselte Brändle zum Schweizer Drittligisten FC Münsingen. Anschliessend schloss er sich für eine Saison dem in der Maltese Premier League spielenden FC St. Andrews an. Nach einem einjährigen Engagement bei seinem Heimatverein FC Balzers spielt Brändle seit 2018 für den SV Pullach in der Bayernliga.

## Nationalmannschaft
Brändle durchlief alle Juniorennationalteams des Liechtensteinischen Fussballverbandes. Am 21. Mai 2014 debütierte er im Freundschaftsspiel gegen Belarus in der A-Nationalmannschaft, als er in der 83. Minute für Seyhan Yildiz eingewechselt wurde.